# 2010 en Zambie
Cet article présente les faits marquants de l'année 2010 en Zambie.

## Évènements
- Mardi 19 janvier 2010 : un responsable du parti au pouvoir, chef de la ligue de la jeunesse du Mouvement pour la démocratie multipartite (MMD), Chris Chalwe, a menacé la présidente du Forum pour la démocratie et le développement (FDD), Edith Nawakwi, petit parti de l'opposition de « viol collectif » après qu'elle eut critiqué le président Rupiah Banda : « Nous allons violer en bande Nawakwi si elle continue d'attaquer le président […] Le président a été élu par le peuple de Zambie et mérite le respect de tous les citoyens et vous pouvez être sûrs que nous violerons en groupe qui que ce soit qui l'insulte ». Edith Nawakwi avait soutenu la candidature de Rupiah Banda lors des élections de 2008 mais a ensuite qualifié son travail d'« échec complet ». Chris Chalwe, réputé pour ses déclarations à l'emporte-pièces, fait l'objet de poursuites en justice pour avoir battu des journalistes qui couvraient un déplacement du président[1].

- Lundi 22 février 2010 : les pluies torrentielles des derniers jours ont causé un important glissement de terrain qui a emporté un village de pêcheurs dans le district de Mpulungu, près de la frontière avec la Tanzanie. Neuf personnes sont mortes et trente familles ont perdu leur logement. D'autre part la capitale Lusaka est en partie inondée.

- Mardi 14 décembre 2010 : le président Omar el-Béchir, objet d'un mandat d'arrêt de la CPI pour crimes de guerre, a décidé de ne pas se rendre le lendemain en Zambie pour un sommet de la conférence des Grands Lacs, Lusaka ayant refusé de préciser si elle l'aurait arrêté à cette occasion.